# Eumenes (gènere)

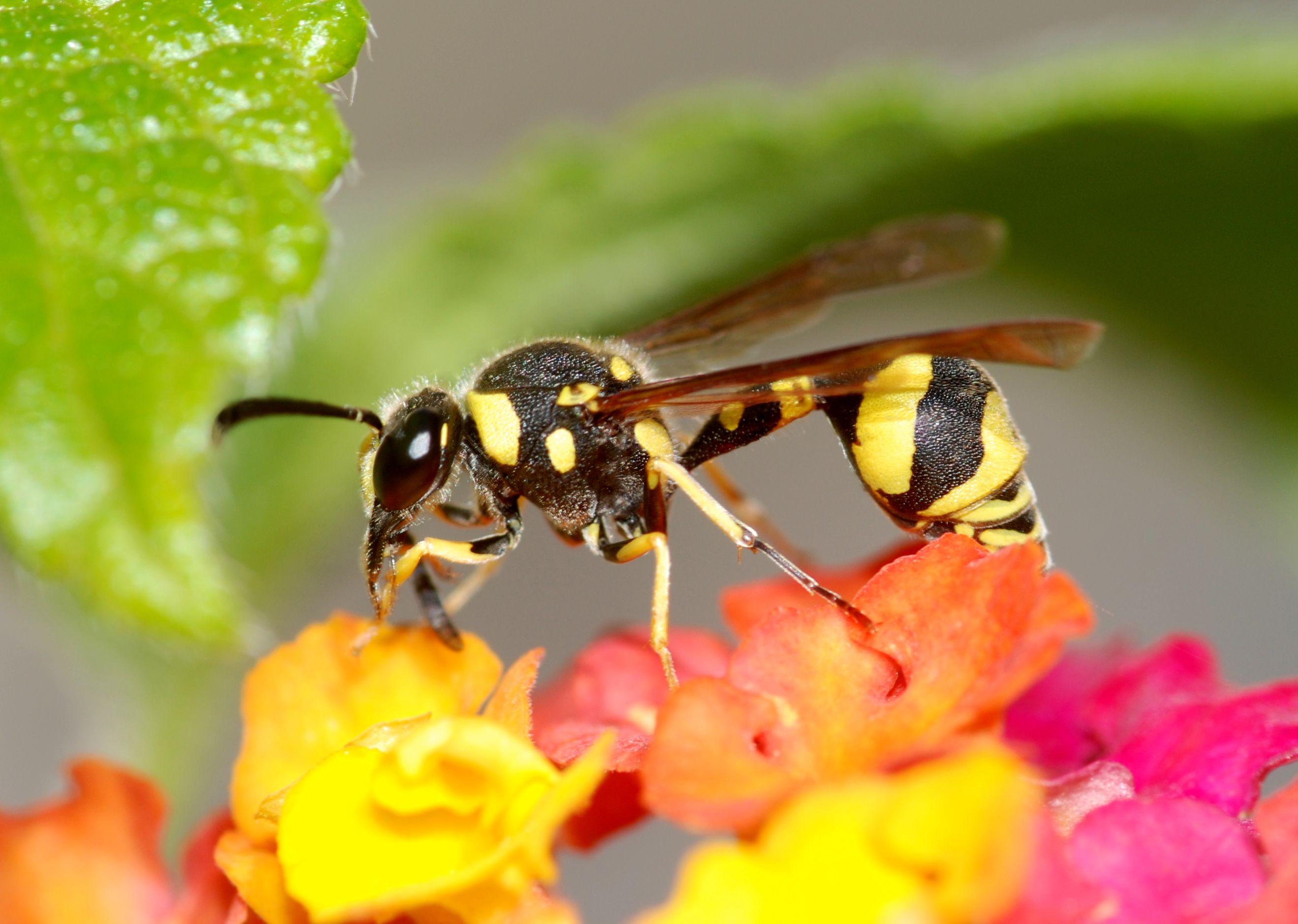
Eumenes cf. coarctatus

Eumenes és un gènere d'himenòpters apòcrits de la família dels vèspids (Vespidae); és el gènere tipus de la subfamília Eumeninae (vespes terrissaires).
És un gènere gran (unes 200 espècies) i molt estès, la majoria de les espècies es troben en regions temperades de l'Hemisferi Nord. La majoria d'espècies són negres o marrons i marcades amb patrons llampants contrastats de color groc, blanc, taronja o vermell, o les seves combinacions, essent colors d'advertència (aposemàtics).
Com la majoria de vèspids les seves ales estan plegades quan descansen. El primer segment del metasoma és estret i allargat, donant una aparença blosa al l'abdomen. El nom li ve donat pel general grec anomenat Eumenes.